# Fatimas skrift

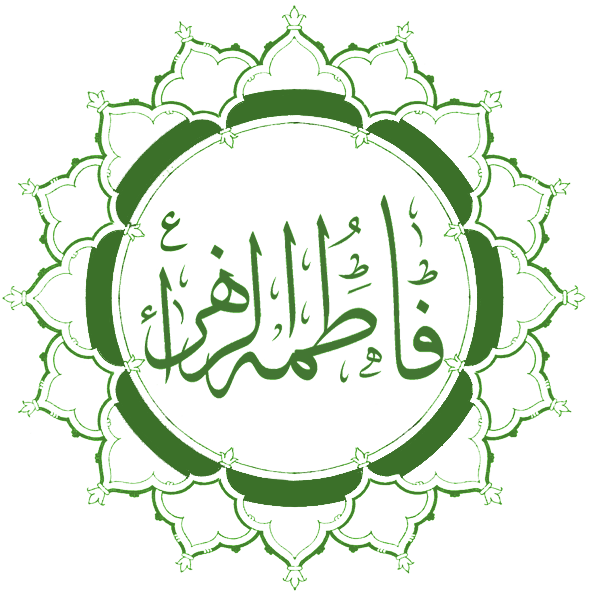
Arabisk kalligrafi med Fatimas namn.

Fatimas skrift (arabiska: مُصْحَف فَاطِمَة, Muṣḥaf Fāṭimah) är, enligt shiitisk tradition, namnet på en bok som skrevs av den första shiaimamen Ali ibn Abi Talib under den islamiske profeten Muhammeds dotter Fatimas livstid. Innehållet i boken kommunicerades till damen Fatima via den speciella ärkeängeln Gabriel. Denna bok är inte en del av Koranen. Boken innehåller förutsägelser om framtida händelser, Ahl al-Bayts hemligheter och anses vara ett tecken på imamah. Boken har förts vidare bland shiaimamerna och är nu hos den tolfte imamen Mahdi.